# Mali Finn
Pour les articles homonymes, voir Finn (homonymie).
Mary Alice Mann , dite Mali Finn, est une directrice de casting américaine, née à Danville (Illinois) le 8 mars 1938 et décédée à Sonoma (Californie) le 28 novembre 2007 d'un mélanome.

## Filmographie sélective
- 1987 : Les Incorruptibles (The Untouchables) de Brian de Palma
- 1990 : L'Expérience interdite (Flatliners) de Joel Schumacher
- 1991 : Terminator 2 - le jugement dernier (Terminator 2 - Judgement Day) de James Cameron
- 1991 : Hot Shots! de Jim Abrahams
- 1993 : Super Mario Bros de Rocky Morton
- 1994 : True Lies, le caméléon (True Lies) de James Cameron
- 1994 : Le Client (The Client) de Joel Schumacher
- 1995 : Batman Forever de Joel Schumacher
- 1996 : Le droit de tuer? (A Time To Kill) de Joel Schumacher
- 1996 : L'Héritage de la haine (The Chamber) de James Foley
- 1996 : L.A. Confidential de Curtis Hanson
- 1997 : Batman & Robin de Joel Schumacher
- 1997 : Titanic de James Cameron
- 1998 : 8 mm (8MM) de Joel Schumacher
- 2000 : Running Mates de Ron Lagomarsino
- 2007 : L'Assassinat de Jesse James par le lâche Robert Ford (The Assassination of Jesse James by the Coward Robert Ford) d'Andrew Dominik